# Apache Tomcat
Apache Tomcat е уеб сървър за Java уеб приложения. Той е безплатен и с отворен код и имплементира спецификациите на Sun Microsytems за JSP и Servlets. Той представлява контейнер за Java уеб приложения, който осигурява среда, в която да се изпълняват те. Той е изцяло написан на Java и е примерна имплементация на горепосочените спецификации.
Apache Tomcat има висока надеждност (High Availability) и може да продължава да обслужва заявки докато се извършва обновление на версията му. Това е важна способност, която се ползва в среди с високо натоварване.
Сървърът поддържа още и работа в клъстер. Това прави възможно разпределеление на товара (load balancing) на различни инстанции на сървъра с цел да се повиши броят на обслужваните потребители.
Освен Java уеб приложения Apache Tomcat може да сервира и обикновени статични файлове.